# 橢圓體育場
橢圓體育場（英語：The Oval）是位於英國倫敦肯宁顿的一座板球場，自1845年开放以来就是薩里郡板球俱樂部的主場。橢圓體育場是英國舉辦板球對抗賽次數最多的板球場，在世界上也僅次於墨爾本板球場位列第二。橢圓體育場也舉辦過足球的比賽和橄欖球的比賽。
橢圓體育場在诗人菲利普·拉金（Philip Larkin）关于第一次世界大战的诗作“ MCMXIV”中得到提及。第二次世界大战期间，橢圓體育場被征用，最初装有防空探照灯。然后变成了战俘营，目的是关押敌人的跳伞者。 但是，由于从未出现过，椭圆形实际上从未用于此目的。

## 外部連結
- Surrey Cricket web site （页面存档备份，存于）
- Cricinfo page on The Oval
- Aerial view of The Oval at Google Maps （页面存档备份，存于）
- Annotated aerial photograph （页面存档备份，存于）
- Images of The Oval